# 静岡県立袋井特別支援学校
静岡県立袋井特別支援学校（しずおかけんりつ ふくろいとくべつしえんがっこう）は、静岡県袋井市高尾に本校を置く県立知的障害・肢体不自由特別支援学校。

## 所在地
- 本校：静岡県袋井市高尾2753-1
- 磐田見付分校：静岡県磐田市見付2031-2

## 設置学部
- 小学部
- 中学部
- 高等部
- 訪問教育部

## 歴史

### 本校
- 1990年（平成2年）4月1日 ‐ 開校
- 1990年（平成2年）4月1日 ‐ 静岡県立静岡北養護学校から東遠分教室を移管
- 1991年（平成3年）4月1日 ‐ 高等部を設置
- 2006年（平成18年）4月1日 ‐ 御前崎分校を設置
- 2008年（平成20年）4月1日 ‐ 学校名を「静岡県立袋井養護学校」から「静岡県立袋井特別支援学校」に変更
- 2010年（平成22年）4月1日 ‐ 静岡県立磐田北高等学校内へ磐田見付分校を設置
- 2015年（平成27年）4月1日 - 東遠分教室と御前崎分校を再編し、新たに静岡県立掛川特別支援学校とする

### 磐田見付分校
- 2010年（平成22年）4月1日 ‐ 開校